# Wiktar Chrenin
Wiktor Gienadijewicz Chrenin, Wiktar Hienadzjewicz Chrenin (biał. Віктар Генадзьевіч Хрэнін, ros. Виктор Геннадиевич Хренин; ur. 1 sierpnia 1971 w Nowogródku) – białoruski polityk i wojskowy. Generał porucznik Sił Zbrojnych Republiki Białorusi. Od 20 stycznia 2020 pełni funkcję ministra obrony Republiki Białorusi.

## Życiorys

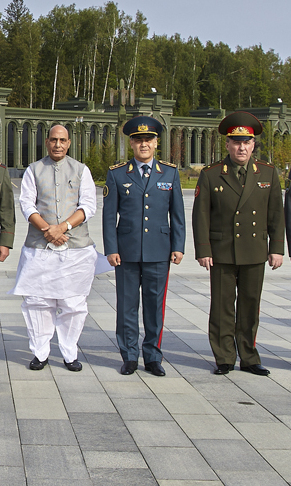
Wiktor Chrenin w towarzystwie ministrów obrony Indii oraz Kazachstanu: Nurłana Jermekbajewa i Rajnatha Singha (2020)

Służbę wojskową rozpoczął w Armii Radzieckiej. W 1988 ukończył Mińską Szkołę Wojskową Suworowa. W 1992 został absolwentem Omskiej Wyższej Ogólnowojskowej Szkoły Dowódczej. W 2005 ukończył studia w Akademii Obrony Republiki Białorusi.
3 czerwca 2015 został powołany na stanowisko dowódcy wojsk Zachodniego Dowództwa Operacyjnego Białoruskich Sił Zbrojnych.
22 lutego 2016 otrzymał awans na stopień generała majora. 20 stycznia 2020 powołany na stanowisko ministra obrony Republiki Białorusi. W trakcie protestów politycznych na Białorusi w 2020 porównał protestujących używających biało-czerwonych flag do Białorusinów kolaborujących z Niemcami w czasie II wojny światowej (którzy także używali tej flagi podczas okupacji). 23 sierpnia 2020 rozkazał zabezpieczyć wojsku ważne miejsca pamięci w Mińsku.
30 października 2020 otrzymał awans na stopień generała porucznika.

## Sankcje personalne
Od 2021 jest objęty sankcjami personalnymi UE, Szwajcarii, Wielkiej Brytanii i Kanady. W 2022 roku znalazł się na czarnej liście USA, Australii, Japonii, Nowej Zelandii i Ukrainy.

## Życie prywatne
Żonaty, ma córkę.

## Ordery i odznaczenia
- Order „Za służbę Ojczyźnie” III klasy
- Medal „Za nienaganną obsługę” I klasy (2018)[14]
- Medal „Za nienaganną obsługę” II klasy
- Medal „Za nienaganną obsługę” III klasy
- Medal jubileuszowy „50-lecia zwycięstwa w Wielkiej Wojnie Ojczyźnianej 1941–1945”
- Medal jubileuszowy „60-lecia zwycięstwa w Wielkiej Wojnie Ojczyźnianej 1941–1945”
- Medal jubileuszowy „65-lecia zwycięstwa w Wielkiej Wojnie Ojczyźnianej 1941–1945”
- Medal jubileuszowy „70-lecia zwycięstwa w Wielkiej Wojnie Ojczyźnianej 1941–1945”
- Medal „60 lat wyzwolenia Republiki Białorusi od niemieckich najeźdźców faszystowskich”
- Medal „65 lat wyzwolenia Republiki Białorusi od niemieckich najeźdźców faszystowskich”
- Medal „70 lat wyzwolenia Republiki Białorusi od niemieckich najeźdźców faszystowskich”
- Medal „20 lat wycofania wojsk radzieckich z Afganistanu”
- Medal „80 lat Sił Zbrojnych Republiki Białorusi”
- Medal „90 lat Sił Zbrojnych Republiki Białorusi”
- Medal „100 lat Sił Zbrojnych Republiki Białorusi”